# Feux-Cœur Français
Feux-Cœur Français is een hopvariëteit, gebruikt voor het brouwen van bier.
Deze hopvariëteit is een “bitterhop”, bij het bierbrouwen voornamelijk gebruik voor zijn bittereigenschappen. Deze Australische variëteit heeft zijn genetische oorsprong in Bourgondië, Frankrijk. De hop werd aangepast om te groeien in het koudere klimaat in Victoria (Australië) en werd voor de eerste maal geoogst in 2010.

## Kenmerken
- Alfazuur: 12 – 16%
- Bètazuur: ?
- Eigenschappen: